# Baar (Baar-Ebenhausen)
Baar ist ein Gemeindeteil von Baar-Ebenhausen im oberbayerischen Landkreis Pfaffenhofen an der Ilm.

## Lage
Das Pfarrdorf liegt im Süden der Gemeinde. Es ist über die Bundesstraße 13 zu erreichen. Die Paar umfließt den Altort im Osten.
Seit Ende der 1970er Jahre sind Baar und das etwa 1 km nordwestlich gelegene Ebenhausen durch fortgesetzte Siedlungstätigkeit baulich verbunden und bilden eine Ortschaft. Die südlichen Ausläufer des Ortes sind nur wenige 100 m vom Nachbarort Reichertshofen getrennt.

## Geschichte

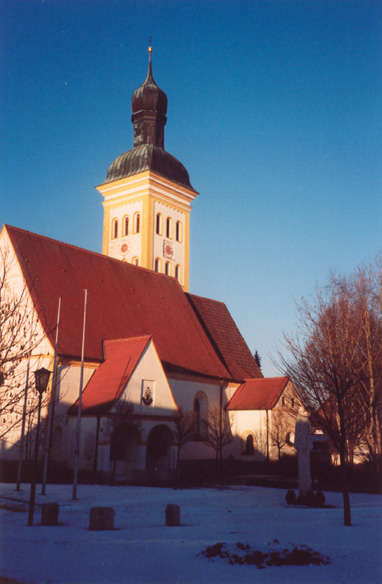
Kirche Mariä Himmelfahrt im Gemeindeteil Baar

Erstmals urkundlich erwähnt wurde der Baar um 1030 in Urkunden des Klosters Münchsmünster. Ob Ortsadel vorhanden war, ist unklar, zumindest werden aber in den Urkunden des Klosters Geisenfeld um 1140 ein Hartwick de Parre und 1211 Perhtold de Parre et fratres als Zeugen genannt. Vorerst nicht erklärbar ist auch die Erwähnung eines Erhard, Richters zu Pair aus dem Jahr 1276. Herzog Ludwig von Bayern-Ingolstadt erwarb 1416 das Dorf und in der Folge kam es zum 1522 gebildeten Pflegamt Reichertshofen, das bis 1803 dem Fürstentum Pfalz-Neuburg eingegliedert war.
Um 1500 entwickelte sich Baar zu einem landläufig bekannten Wallfahrtsort, nämlich zu Mariä Himmelfahrt in Baar. Die ursprünglich romanische Kirche liegt nicht im Zentrum des Dorfes, sondern am Rand. Vermutlich hat sich das Dorf an ein älteres, also römisches oder keltisches Heiligtum angelagert, das später christlich umgewidmet wurde.
Bei Renovierungen im Jahre 1697 entdeckte man die in den Sockel der heute noch vorhandenen gotischen Madonna eingravierte Jahreszahl „1480“. Das „Heilige Grab“, ein seltenes Werk barocker Kunst und Frömmigkeit, wurde im Jahre 1721 erstmals errichtet.
Am 1. Mai 1753 erlebte die Gemeinde Baar mit der Überführung und Aufbewahrung der Gebeine des Hl. Fortunatus in die Pfarrkirche ein Fest mit der ganzen Pracht und Begeisterung der Barockzeit.
Jedoch blieb die Ortschaft Baar auch von Umweltkatastrophen nicht verschont. Ein Hochwasser der Paar nahm beispielsweise am 28. Februar 1784 derartige Ausmaße an, dass im Dorf kaum ein Haus vom Wasser verschont blieb. 1866 wütete in dem Ort ein Großfeuer, das binnen weniger Stunden 16 Wohnhäuser und 36 Nebengebäude in Schutt und Asche legte und 16 Familien obdachlos machte.
Die Verlegung der Eisenbahnlinie Ingolstadt–München im Jahr 1867 trug dazu bei, dass das Dorf Baar mit seinen damals 396 Einwohnern im Laufe der Zeit seinen bäuerlichen Charakter verlor. In den folgenden Jahrzehnten entwickelte sich die Gemeinde Baar stetig weiter. Dank einer regen Bautätigkeit wuchs aus dem einst kleinen Dorf eine ansehnliche Gemeinde.
Durch Rechtsverordnung der Regierung von Oberbayern mit Wirkung vom 1. Mai 1984 wurde aus den ehemals selbständigen Gemeinden Baar und Ebenhausen die Gemeinde Baar-Ebenhausen gebildet.

### Ortsname
Der Name der Ortschaft Baar ist von ungewisser Herkunft: Wahrscheinlich erhielt sie ihren Namen von dem Fluss Paar, der sich in einer Schleife östlich um den Ort windet, dann den Ort Ebenhausen durchquert und als rechter Nebenfluss in die Donau mündet. Der Flussname leitet sich wohl ab von einem indogermanischen Wort, das so viel wie „aufwallen“ bedeutet.
Möglich sind jedoch auch noch zwei andere Deutungen: In Grimms Wörterbuch ist eine der aufgeführten Bedeutungen von „Baar“ die eines „blossen, kahlen Platzes“ (die Bedeutung hat sich noch in Wörtern wie „barfuß“ erhalten). Der Ortsname wäre also entstanden, weil die Siedlung an einem Platz angelegt wurde oder entstanden ist, der schon ohne Baumbestand gewesen wäre. Ein altes Heiligtum käme hierfür in Frage.
Ebenfalls möglich ist, dass der Name aus der fränkischen Verwaltung stammt: So stammt der Name der schwäbischen Landschaft Baar daher, dass es hier im frühen Mittelalter Gebilde gab, die „Baaren“ hießen und nach der Eingliederung des alemannischen Herzogtums in das Fränkische Reich als den Grafschaften übergeordnete territoriale Einheiten entstanden waren. Es wäre denkbar, dass auch die verschiedenen anderen Ortschaften mit Namen „Baar“ oder „Paar“, von denen es in Oberbayern und Bayerisch-Schwaben (z. B. Paar bei Aichach und Baar bei Rain) sowie in der Schweiz einige gibt, Verwaltungsmittelpunkte aus dem frühen Mittelalter darstellen. In unserem Fall passt dazu, dass Gerhard Krahn ein Wegenetz aus römischer oder sogar vorrömischer Zeit rekonstruiert hat, das beim Paarübergang von Baar – dem letzten vor der Einmündung der Kleinen Paar in die Donau – zu einer Kreuzung zusammen läuft.
Ein weiterer Punkt, der eine frühe überregionale Bedeutung Baars unterstreicht, ist die Tatsache, dass die Pfarrei von Reichertshofen, einem benachbarten Markt, der im Mittelalter Zentralort eines Landgerichts wurde, bis ins 17. Jahrhundert nur eine Tochterpfarrei von Baar war: Zwischen 1350 und 1559 bezeichneten sich die Pfarrer von Baar als Pfarrer von Baar und Reichertshofen. Baar war zu dieser Zeit allerdings längst schon zu einem kleinen Bauerndorf abgesunken.

## Baudenkmäler
- Katholische Pfarrkirche Mariä Himmelfahrt, erbaut im 15. Jahrhundert
- Gasthaus zum Alten Wirt, erbaut im 17./18. Jahrhundert